# Национальный олимпийский комитет Сент-Винсента и Гренадин
Национальный олимпийский комитет Сент-Винсента и Гренадин (англ. The St Vincent and the Grenadines National Olympic Committee) — организация, представляющая Сент-Винсент и Гренадины в международном олимпийском движении. Основан в 1982 году, зарегистрирован в МОК в 1987 году.
Штаб-квартира расположена в Кингстауне. Является членом Международного олимпийского комитета, Панамериканской спортивной организации и других международных спортивных организаций. Осуществляет деятельность по развитию спорта на островах Сент-Винсент и Гренадины.